# Lorenzo Sanz
Lorenzo Sanz Mancebo (n. 9 august 1943, Madrid, Noua Castilie⁠(d), Spania – d. 21 martie 2020, Madrid, Spania) a fost un businessman spaniol, fost președinte al Real Madrid Club de Fútbol și fost proprietar al Málaga Club de Fútbol, unde fiul său Fernando (fost jucător la Real Madrid și Málaga) a activat ca președinte.
Lorenzo Sanz este și socrul fostului jucător al lui Real Madrid, fundașul spaniol Míchel Salgado, care s-a căsătorit cu fiica lui Sanz, Malula.